# Langa Mudongo
Langa Mudongo, född 2 maj 1955, är en friidrottare från Botswana. Han deltog vid olympiska sommarspelen 1980.